# Hamid Jafari
Hamid Jafari (* 12. Oktober 2000 in Qom) ist ein afghanischer Kickboxer. Er ist Weltmeister der Amateure in der Gewichtsklasse bis 60 kg im Weltverband WKU.

## Leben
Im Zuge des Krieges in Afghanistan emigrierte Jafaris Familie in ein afghanisches Flüchtlingslager im Iran, wo er geboren wurde. Er begann im Alter von fünf Jahren mit dem Kickboxen. Im Alter von 12 Jahren wurde er Mitglied der Kickboxer der afghanischen Flüchtlinge im Iran. 2015 flüchtete er nach Deutschland. Seit Anfang 2016 lebt er in einer Flüchtlingsunterkunft in Lehrte.

## Erfolge
- - Champion der Provinz Teheran im Jahr 2008 bis 28 kg
  - Iranischer Meister im Kickboxen WKA 2011 bis 42 kg
  - Iranischer Meister im Muaythai IFMA 2012 bis 46 kg
  - Iranischer Meister im     Fullcontact Kickboxen AIKIA 2013 bis 55 kg
  - Deutscher Meister im Muaythai MTBD 2016 bis 60 kg
  - Amateurweltmeister im Thaiboxen WMAC 2016 bis 60 kg
  - Amateurweltmeister im Lightkontakt WMAC 2016 bis 60 kg
  - Deutsche Meister im Kickboxen ISKA 2016 Hamburg bis 60 kg
  - 1. Platz IDM in stuttgart K-1 ISKA 2017 bis 65 kg
  - Deutsche Profimeister im     Kickboxen WKU 2016 bis 60 kg
  - 3. Platz DM in Bremen K-1 WFMC 2017 bis 65 kg
  - 1. Platz IDM in Simmern K-1 WKU 2017 bis 65 kg
  - 3. Platz WM in Hagen K-1 WFMC2017 bis 65 kg
  - 1. Platz DM in Würzburg K-1 ISKA 2017 bis 65 kg